# Уберто Дечембріо
Убе́рто Дече́мбріо (італ. Uberto Decembrio, *1350, Віджевано — †7 квітня 1427, Тревільйо) — італійський гуманіст, письменник, перекладач. Батько П'єра Кандідо Дечембріо

## З біографії
Учень, послідовник та помічник Мануїла Хрисолора. 1391 року був секретарем у майбутнього Папи римського Олександра V. Потім перебував на службі у Філіппо Марії Вісконті. 1394 року в інтересах Вісконті активно діяв при дворі імператора в Празі, з метою отримання титулу герцога для Вісконті.
1422 та 1427 року був подестою в Тревільйо. З часом потрапив у немилість Вісконті, однак, пізніше був реабілітований і помер у Тревільйо.
Мав двох синів.  Старший син П'єр Кандідо Дечембріо (1399-1477) був одним із найвидатніших гуманістів XV століття. Молодший Анджело Камілло Дечембріо став відомим письменником та дипломатом.

## Творчість
Перший перекладач «Держави» Платона, також перекладав Демосфена Лісія, спробував продовжити «Енеїду» Вергілія.
Його переклади залишилися невиданими. Лише за заголовками відомі його філософські трактати: «Moralis philosophiae dialogus Libri II», «De modestia», «De candore», «Carmina», «Epistolae ad varios» та «Orationes».
Був також автором численних політичних промов.